# ۱۷ (میلادی)
۱۷ (میلادی) هفدهمین سال تقویم میلادی است.

## رویدادها
بر اساس مکان
امپراتوری روم
- ۲۶ مه - ژرمانیکوس به عنوان یک قهرمان فاتح به رم بازمی‌گردد؛ او پیروزی خود بر چروسکی‌ها، چتی ها و دیگر قبایل ژرمنی در غرب البه را جشن می‌گیرد.
- امپراتور تیبریوس، ژرمانیکوس را به شرق می‌فرستد تا لشکرکشی نظامی علیه پارت را رهبری کند.[۱]
- کاپادوکیه (آسیای صغیر) به یک استان رومی تبدیل می‌شود.
- لوسیوس الیوس سیجانوس فرماندار پرایتوری شد.

آفریقا
- تافاریناس، سرباز فراری نومیدیایی از ارتش روم، جنگی چریکی علیه رومیان آغاز می‌کند. او قبیله خود، موسولامی، و ائتلافی از بربرها را رهبری می‌کند و به طرابلس، منطقه‌ای مستحکم (لیم) در امپراتوری روم در آفریقا، حمله می‌کند.[۲]

یهودیه
- هیرود آنتیپاس، پسر هرود بزرگ، به افتخار تیبریوس، شهر طبریه را در ساحل غربی دریاچه طبریه بنا می‌کند.

آسیای صغیر
- زلزله‌ای در آناتولی، شهر سارد را ویران کرد و به چندین شهر دیگر آسیب رساند.[۳]

## درگذشتگان
- آنتیوخوس سوم، پادشاهی کوماژن

- آرکلائوس، پادشاه کاپادوکیه

- گایوس یولیوس هیگینوس، نویسنده لاتین رومی

- تیتوس لیویوس، مورخ رومی

- لوسیوس ویپستانوس گالوس، سناتور رومی

- اووید، شاعر رومی (یا 18 پس از میلاد)